# Microeca fascinans
Microeca fascinans е вид птица от семейство Petroicidae.

## Разпространение
Видът е разпространен в Австралия и Папуа Нова Гвинея.